# ياسميني
اللون الياسميني هو لون أصفر شاحب كما هو معروض على اليسار. وهو تمثيل متوسط لون الجزء السفلي المصفر من زهرة الياسمين. وكان أول استخدام مسجل للياسميني كاسم اللون في اللغة الإنجليزية في عام 1925.